# The Forgetting Moon
The Forgetting Moon es una novela de fantasía épica y sombría de 2016 de Brian Lee Durfee, publicada a través de Saga Press.

## Trama
Un niño, Nail, queda huérfano y posteriormente es criado por un guerrero retirado llamado Shawcroft. Sin que él lo sepa, es parte de una trama mucho más grande que involucra guerras y luchas de poder en las Cinco Islas.

## Publicación

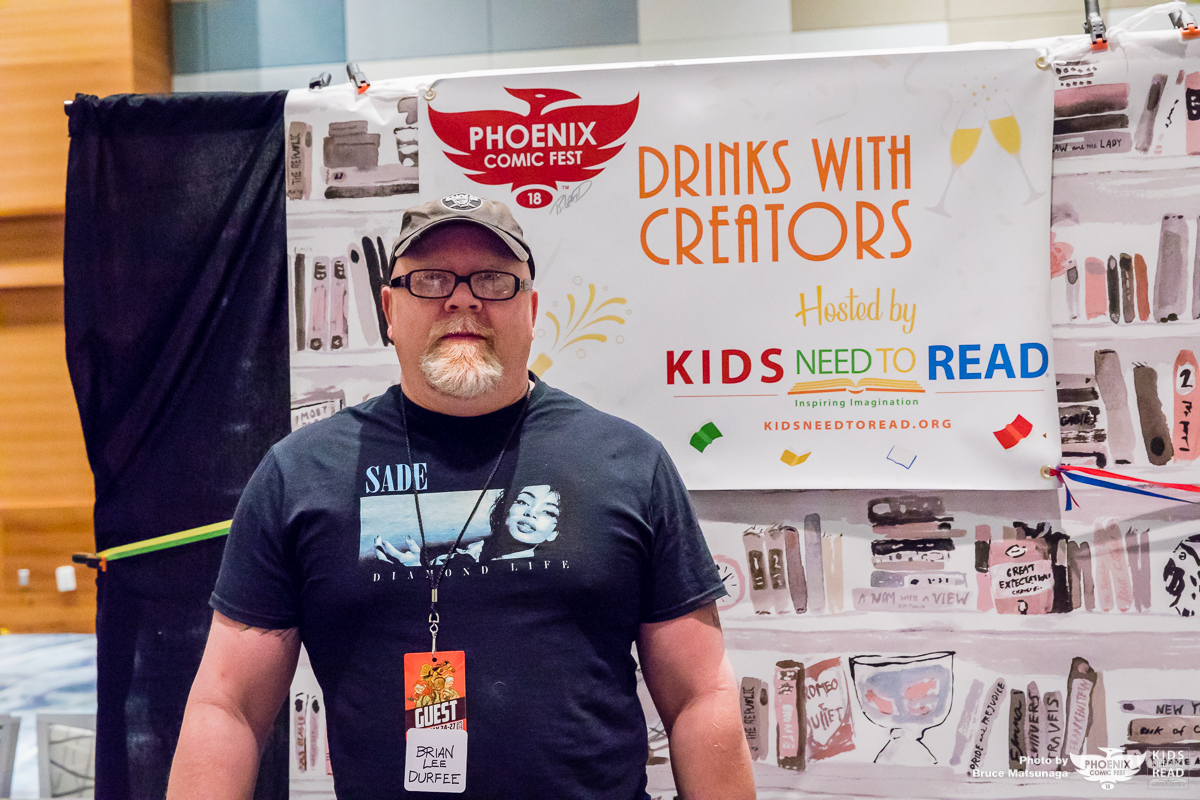
Brian Lee Durfee en el Phoenix Fan Fusion en 2018

The Forgetting Moon se publicó en formato de tapa dura y e-book el 30 de agosto de 2016 a través de Saga Press, un sello de Simon & Schuster. Saga publicó una edición comercial de bolsillo el 29 de agosto de 2017. Recorded Books publicó un audiolibro narrado por Tim Gerard Reynolds el 30 de enero de 2019. El artista de portada de las ediciones norteamericanas fue Richard Anderson.

## Historial de publicación
- Saga Press (2023): ISBN 978-1-4814-6522-9